# František Wolf
František Wolf (1904–1989) est un  mathématicien tchécoslovaque connu pour ses contributions en trigonométrie et analyse (mathématiques), plus particulièrement dans l'étude des perturbations d'opérateurs linéaires.

## Biographie
František Wolf est né en 1904 à Prossnitz, en margraviat de Moravie. Il étudie la physique à l'Université Charles de Pragueet ensuite les mathématiques à l'Université Masaryk à Brno où il obtient, sous la supervision d'Otakar Borůvka; un doctorat 1928 (Rerum Naturum Doctor). Il enseigne ensuite les mathématiques au niveau secondaire jusqu'en  1937, quand il obtient un poste à l'université Charles. Quand l’Allemagne envahit la Tchécoslovaquie en 1938, Wolf obtient 
une invitation à l'Institut Mittag-Leffler en Sweden; il reste en Suède et fait partie de la résistance à l'Allemagne jusqu'en 1941 lorsqu'il émigre aux États-Unis. Il enseigne une année au Macalester College et rejoint ensuite en 1942 l'Université de Californie à Berkeley. À Berkeley, il est l'un des deux cofondateurs du
Pacific Journal of Mathematics in 1951. Il prend sa retraite en 1972, mais part ensuite une année au Guatemala où il participe à l'établissement d'un programme d'études graduées en mathématiques à l'université de Valle. Il meurt le 12 août 1989 à Berkeley,,.

## Publications
- František Wolf, « Analytic perturbation of operators in Banach spaces », Mathematische Annalen, vol. 124, no 1,‎ 1952, p. 317–333 (DOI 10.1007/bf01343573, lire en ligne)